# Holland House
Holland House est une maison seigneuriale située au quartier de Kensington dans l'ouest de Londres. Elle était élevée vers 1606 au style jacobéenne par le diplomat Sir Walter Cope et originellement connue sous le nom de Château Cope. Elle prend son nom actuel après que la propriété passe à Henry Rich, 1er comte de Holland, qui avait épousé la fille de Cope. Au commencement du XXe siècle, Holland House avec ses 55 acres de terre avait un terrain privé le plus étendu de Londres, plus étendu même que celui du Palais de Buckingham.
La plupart de la maison est détruite dans le Blitz de Londres pendant la Seconde Guerre mondiale. Aujourd'hui, il n'en reste que l'aile est, le rez-de-chaussée de l'aile sud, les jardins et plusieurs dépendances.

## Description

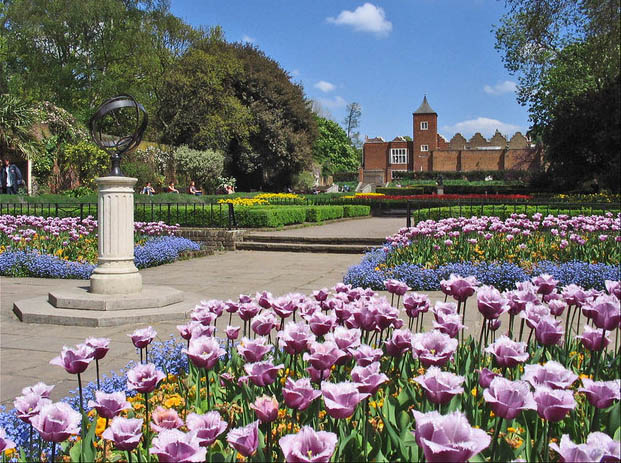
Le jardin à la hollandaise en face de la maison en 2004.

La maison était sous la forme de la lettre E. Elle consistait originairement en un bloc central et deux porches sous Walter Cope, mais le premier comte de Holland y a ajouté deux ailes et des arcades entre 1625 et 1635. Sur le rez-de-chaussée, il y avait une chambre de porcelaine, du petit-déjeuner, de cartes, des impressions et de journaux. La chambre de porcelaine contenait pour la plupart des services de Sèvres et Dresden. Dans la chambre du petit-déjeuner, les murs étaient pendus de tapisseries des Gobelins. Sur le premier étage, il y avait un salon doré, un salon de miniatures, des salons bleu et jaune, un salon de peintures et une bibliothèque magnifique qui s'étendait le largeur de la maison. Il y contenait des livres rares.

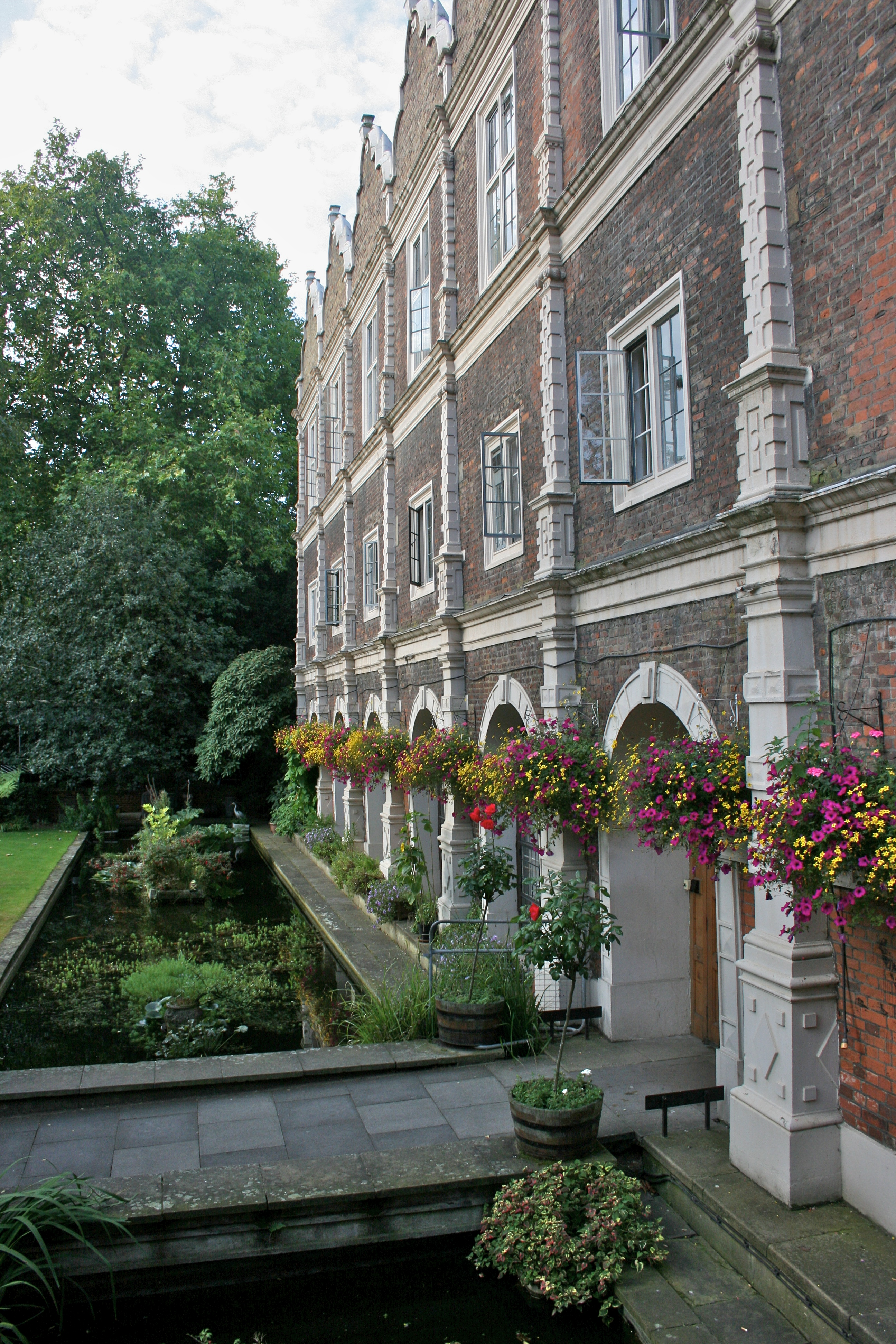
Le façade de l'Est de Holland House.

Il y a une passerelle en pierre de Portland devant la maison qui est pensée d'avoir été conçue par Inigo Jones et Nicholas Stone l'aîné. Il y a trois jardins, un jardin des rosiers, un jardin à l'hollandais et un jardin des iris. Dans le jardin des iris, il est cru que la baronne Holland cultivait les premiers dahlias en Angleterre. Le jardin à l'hollandais était formé en 1812 par Buonaiuti, le bibliothécaire de Holland House.

## Histoire

### XVIIesiècle
Sir Walter Cope, Chancelier de l'Échiquier sous Jacques Ier, fait construire la maison vers 1606. L'architecte n'est pas connu, mais John Thorpe prétend qu'elle était « perfectionnée par moi ». La maison est au centre d'un domaine de 500 acres appartenant à Cope qui s'étend à Fulham Road à peu près.
Le roi Jacques demeure à Holland House en 1612, où il se plaint des courants d'air qui dérangent son sommeil. Sir Walter en fait sa femme l'héritière après sa mort, à condition qu'elle ne se remarie pas. Après qu'elle s'est remariée, la propriété passe à leur fille Lady Isabel Rich et son mari Henry Rich, 1er comte de Holland. Henry agrandit la maison en ajoutant deux ailes et les arcades. Pendant la première révolution anglaise, Henry Rich est exécuté comme royaliste et la maison est confisquée par les autorités parlementaires. Elle est restituée à sa veuve après la fin de la révolution.
La veuve Isabel semble avoir loué la maison pendant la Restauration Stuart. Le voyageur Charles Chardin est un locataire ainsi que William Penn, le fondateur de Pennsylvanie. Sur la mort du quatrième baron Holland en 1721, le domaine de Holland House passe à sa tante, Lady Elizabeth Edwardes ; quatre ans plus tard, il passe au fils d'Elizabeth, Edward Henry Edwardes. Après la mort d'Edward Henry en 1738, le domaine passe à son frère cadet, William Edwardes, 1er baron Kensington. Aucun des Edwardes ne semble avoir habité Holland House : en 1746 le politique Henry Fox, le 1er baron Holland, commence à y habiter et trois ans plus tard, il est accordé le bail de la maison et une partie de la terre.
Enfin William Edwardes s'engage à vendre le domaine, consistant de plus de 200 acres, à Fox en 1768. Dès les morts de Henry Fox et son fils en 1774, le domaine passe à Henry Vassall-Fox, le troisième baron Holland, qui n'a qu'un an lors de la succession. Le politique Whig, Charles James Fox, élève le troisième comte, son neveu, qui est beaucoup influencé par les opinions libérales de son oncle.

### XIXesiècle

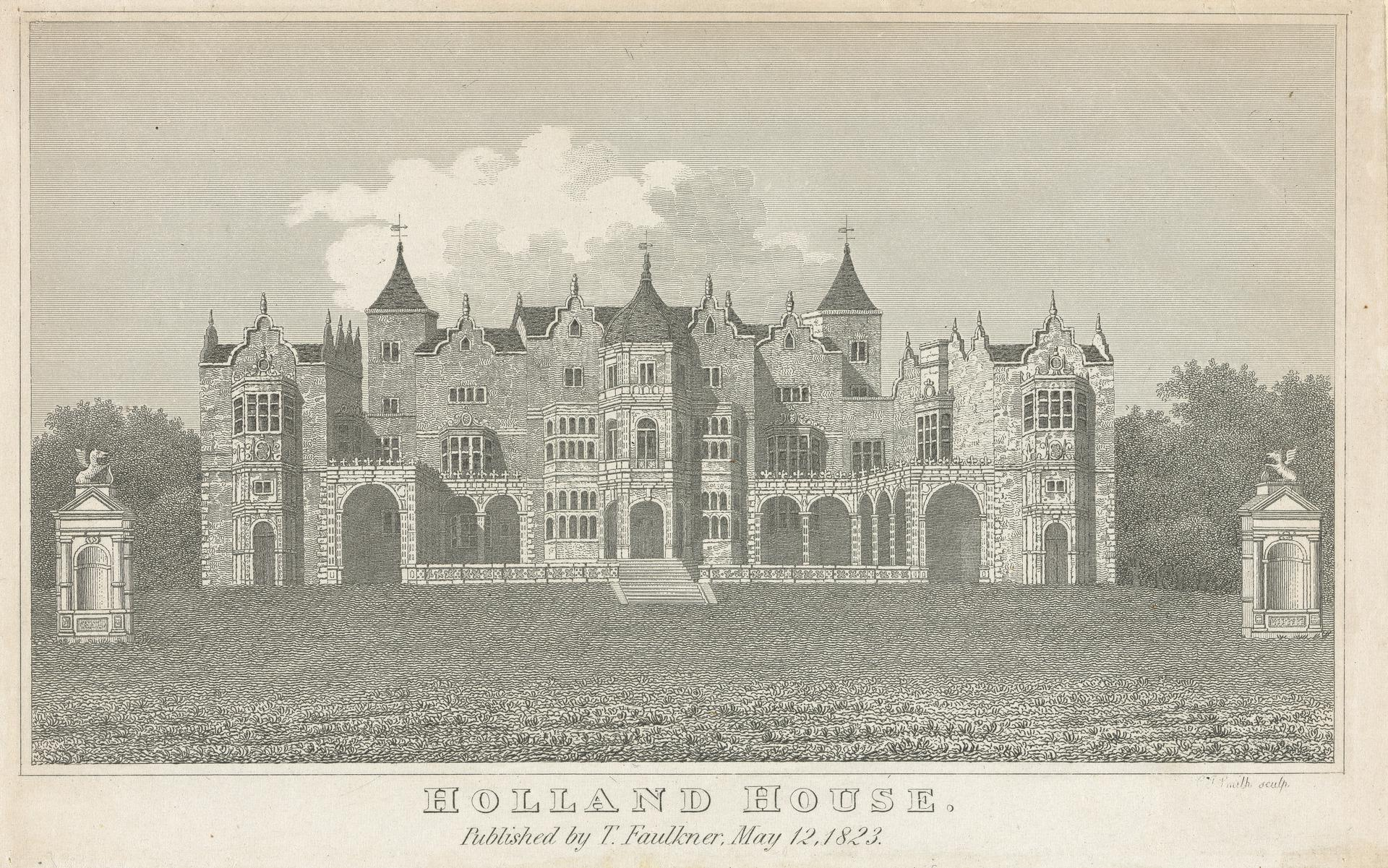
Gravure de Holland House en 1823.

Pendant la première moitié du XIXe siècle, le 3e comte et sa femme Elizabeth deviennent les hôtes d'un salon célèbre pour des hommes de lettres et des politiques du parti whig. De telles écrivains et politiques y viennent comme Alexandre Dumas, Alfred Tennyson, Walter Scott, Lord Byron, Talleyrand, Thomas Babington Macaulay et Charles Dickens.
Lady Elizabeth Holland est pensée d'avoir introduit les premiers dahlias en Angleterre à Holland House, après elle en envoie des graines ou des tubercules de Madrid au bibliothécaire de Holland House, Buonaiuti, en 1804. Il y parvient à cultiver trois variétés du fleur et dès lors, ils se répandent ailleurs,,.
En 1804, sur les champs à l'arrière de la maison, un duel a lieu entre le 2e baron Camelford et le capitaine Best. Camelford est blessé par un coup de fusil et amené à Little Holland House, où il meurt trois jours plus tard.
Henry Vassall-Fox meurt en 1840 et sa veuve reste en possession de la maison jusqu'à sa mort en 1845. Holland House passe à leur fils Henry Fox, le quatrième baron Holland. Il y entreprend des modifications significatives ; il fait de l'ancienne écurie un salle de bal et relie l'orangerie à la maison par des terrasses et des arcades nouvelles.

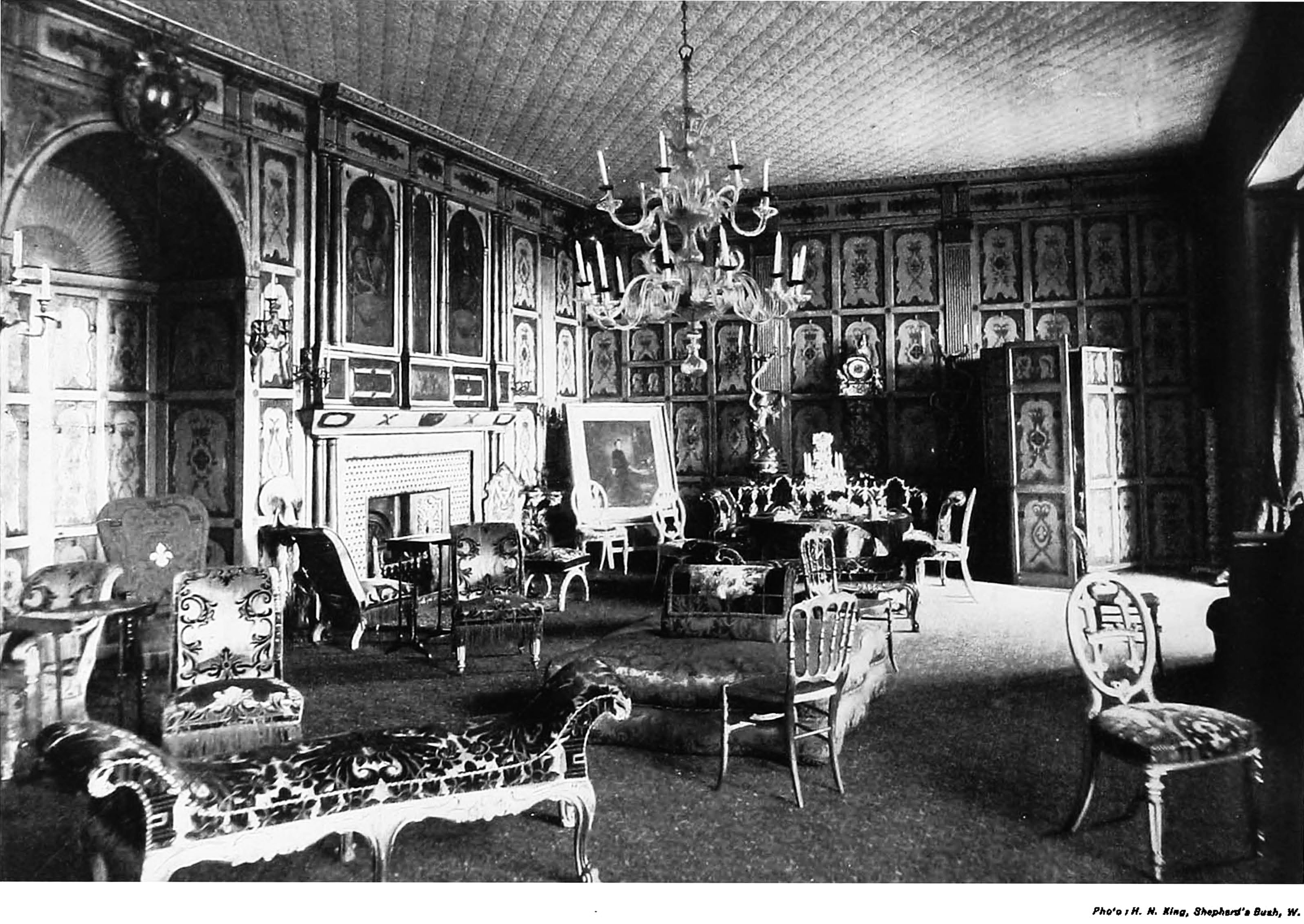
Le salon doré de Holland House environ 1897-1899

Après la mort du quatrième baron Holland en 1859, sa veuve la baronne Mary Fox continue à recevoir somptueusement. Cela lui fait des dettes et elle est contrainte de vendre une partie du domaine du côté de Bayswater Road en 1866 (où Holland Park se formera). Les ventes de terre réalisent plus de 100 000 livres sterling, mais ils ne suffisent pas encore à régler les dettes de la baronne. Elle envisage d'en vendre plus alors il ne resterait du domaine que la maison et peu de terre. En 1864, elle commence à négocier avec un spéculateur de terre, James McHenry, pour lui vendre la partie du parc en avant de la maison. Mais une crise financière en 1866 met fin aux négociations et elles ne reprennent jamais.
À la suite de la mort du quatrième baron sans enfants, la baronnie Holland s'éteint. Mary Fox fait d'une relation lointaine, Henry Fox-Strangways, 5e comte d'Ilchester, l'héritier de Holland House. La propriété lui passe en 1874 mais Mary est permise d'y demeurer jusqu'à sa mort en 1889,. Après le comte d'Ilchester en prend possession, sa femme Mary devient hôtesse prolifique pendant les années 1890 et l'époque édouardienne. À Holland House, elle hôte des bals à masque, des fêtes de jardin et des fêtes de charité.

### XXesiècle- aujourd'hui

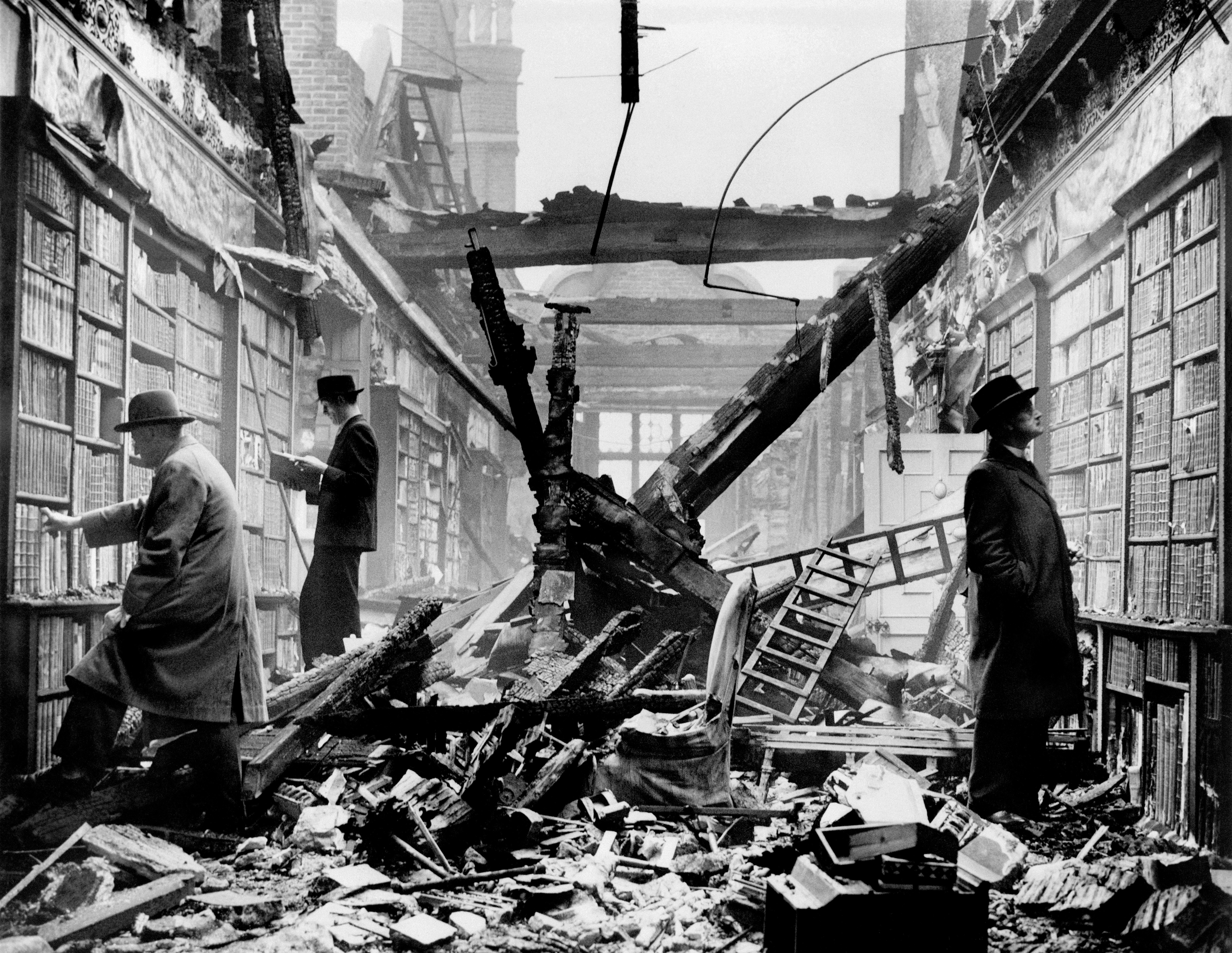
La bibliothèque de Holland House après un bombardement.

En juillet 1939, le roi George VI et sa fille la princesse Élisabeth assistent à un bal à Holland House. Le 27 septembre 1940, la maison est presque entièrement détruite dans un bombardement aérien pendant le Blitz. La plupart du contenu avait déjà été évacuée au commencement de la guerre.
Les ruines de la maison sont protégées par un classement de grade I de Historic England en 1949 et en 1952, la propriété est vendue par le comte d'Ilchester à London County Council. Après l'achat, l'aile de l'est est reconstruite pour utilisation comme une auberge de jeunesse. En 1965, un restaurant est faite du salle de bal et les dépendances comme l'orangerie, la laiterie et la glacière sont aujourd'hui utilisées pour montrer des expositions ,.